# Wittenburg
Wittenburg ist eine Stadt im Landkreis Ludwigslust-Parchim in Mecklenburg-Vorpommern (Deutschland). Sie ist seit dem 1. Januar 2004 Sitz des Amtes Wittenburg. Der Ort ist ein Grundzentrum.

## Lage

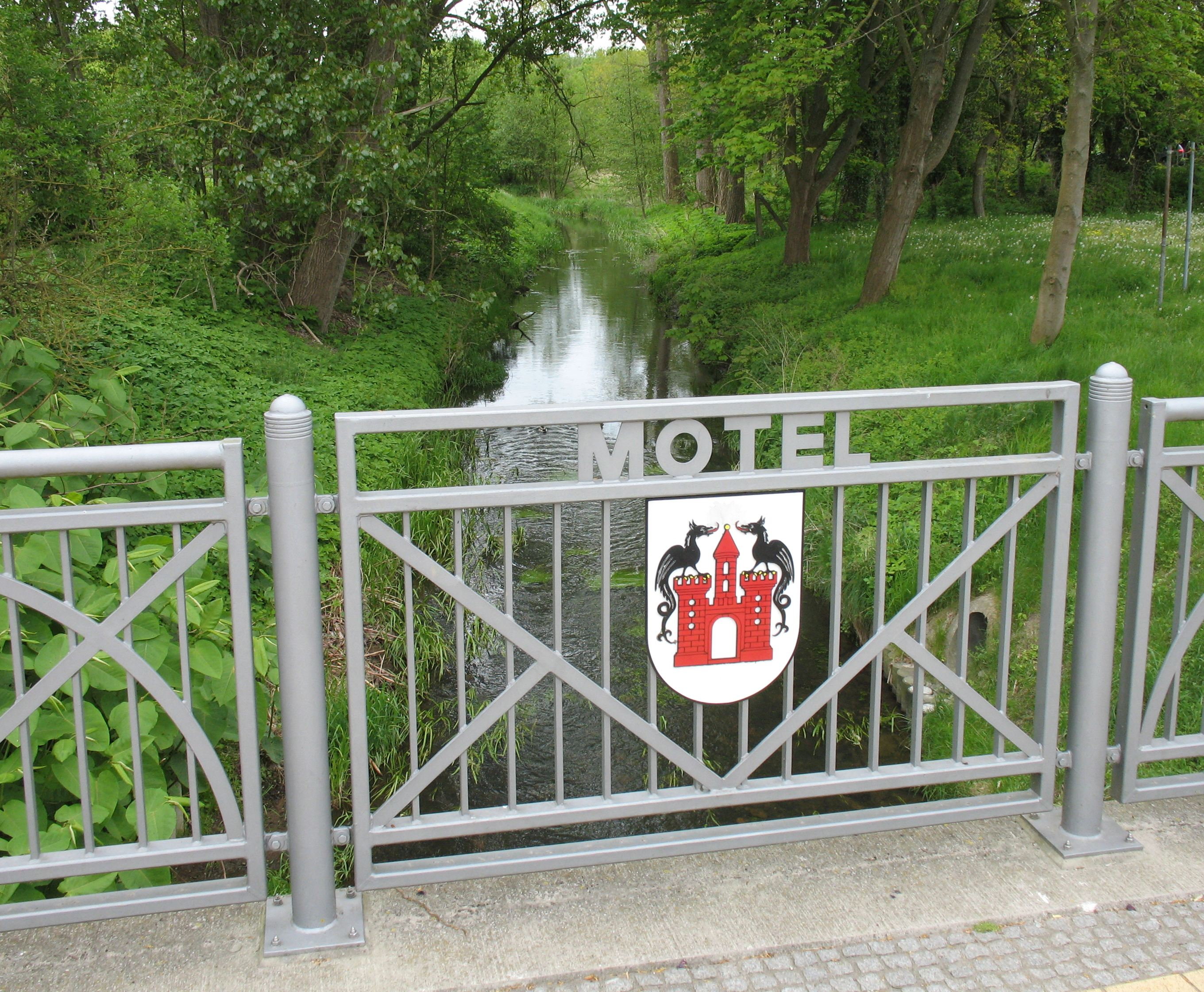
Brücke über die Motel mit dem Wittenburger Wappen

Die Kleinstadt im Westen von Mecklenburg-Vorpommern liegt an dem kleinen Fluss Motel unmittelbar nördlich der Bundesautobahn 24 Berlin–Hamburg. Sie befindet sich etwa 40 Kilometer südwestlich der Landeshauptstadt Schwerin und ist Teil der Metropolregion Hamburg. Im Nordwesten der Stadt befindet sich das Biosphärenreservat Schaalsee.

## Ortsteile
Zur Stadt Wittenburg gehören folgende Ortsteile:
| - Helm - Klein Wolde - Körchow - Lehsen | - Perdöhl - Wölzow - Ziggelmark - Zühr |

## Geschichte

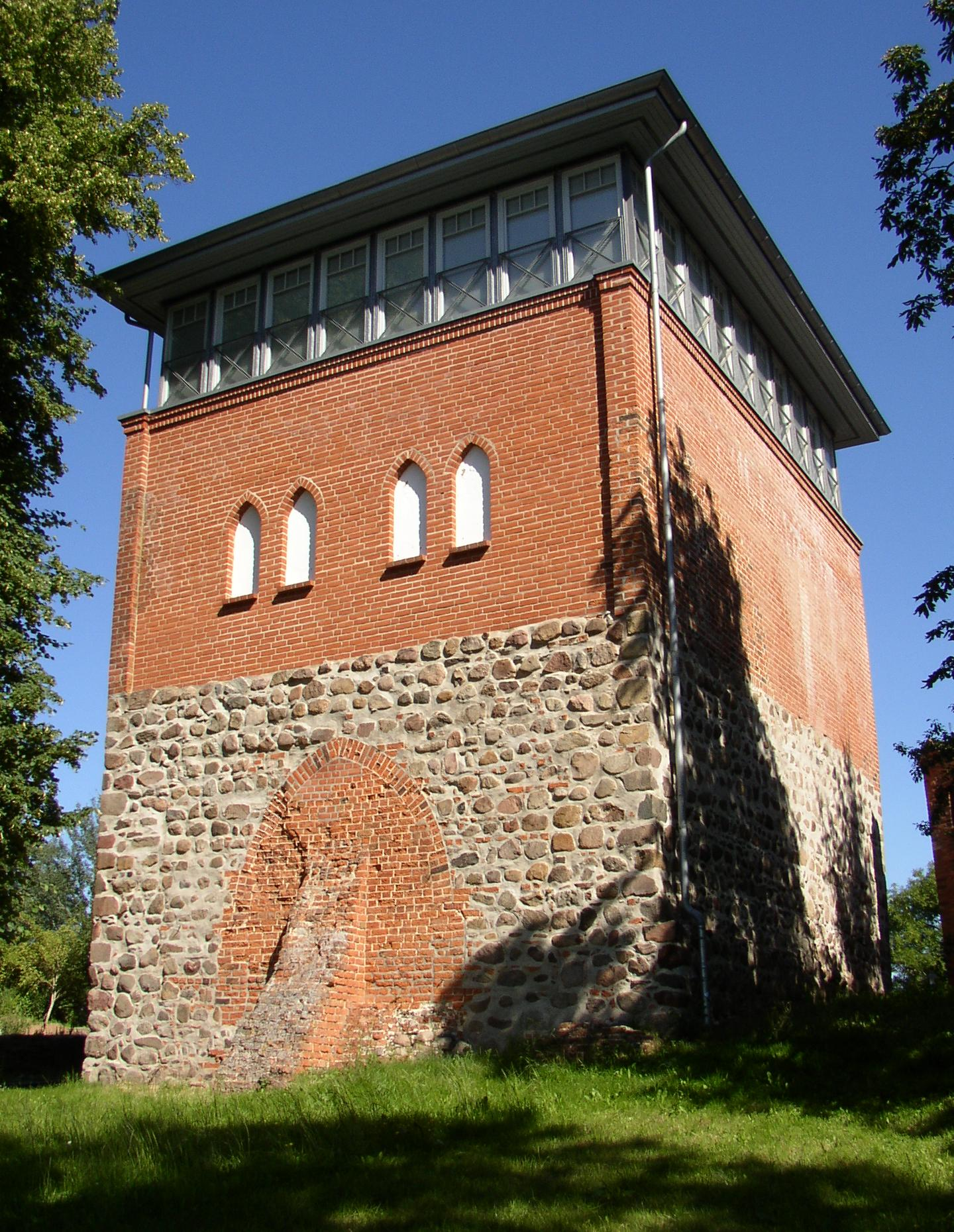
Amtsbergturm

### Vorgeschichtliche Zeit
Schon aus vorgeschichtlicher Zeit lassen sich in und um Wittenburg Spuren menschlicher Siedlungstätigkeit nachweisen. Mit der einsetzenden Völkerwanderung rückten aus den östlichen Gebieten wendische Siedler vor. In der Gegend um das heutige Wittenburg ließ sich ein Stamm der Polaben nieder. Zu dieser Zeit wird die Entstehung der Burganlage mit dem späteren Namen Amtsberg im sumpfigen Gebiet der Motelniederung vermutet.

### Mittelalter
Wittenburg gehörte Anfang des 12. Jahrhunderts zum Gebiet des abodritischen Teilstammes der Polaben. 1142 belehnte Heinrich der Löwe den sächsischen Grafen Heinrich von Badewide mit dem Land der Polaben, das nach seinem Hauptort bald als Grafschaft Ratzeburg bezeichnet wurde. An den kulturellen, wirtschaftlichen und religiösen Traditionen der Wenden änderte sich dadurch zunächst nichts. Erst im Zuge des Slawenkreuzzuges dürfte die slawische Burganlage in Wittenburg zerstört worden und anschließend eine kleine deutsche Ansiedlung als Grenzstation zum benachbarten Gebiet der Abodriten entstanden sein. Diese wurde im Herbst 1158 durch ein abodritisches Aufgebot unter Pribislaw und Wertislaw eingeäschert, die mit dem erfolgreichen Überfall ihren in Lüneburg von Heinrich dem Löwen eingekerkerten Vater Niklot freipressten. Nach Niklots Tod 1160 kam es unter der Führung des alt-sächsischen Edelfreien-Geschlechts der Witten zu einem Wiederaufbau der Burg, die der deutschen Exklave in Schwerin und dem dort gerade eingerichteten Bistum unter Berno militärische Rückendeckung geben sollte. Am Fuß der Burg entstand erneut eine Siedlung, in der sich Handwerker und Händler niederließen. Es dürfte auch zu ersten zaghaften Ansiedlungen deutscher Kolonisten gekommen sein, auch wenn die ganz überwiegende Mehrheit der Bevölkerung Polaben waren. So bildete die neue Burg den Ausgangspunkt für die spätere Stadtgründung Wittenburgs.
Stadtgründung
Die Stadtgründung Wittenburgs ist urkundlich nicht eindeutig überliefert. 1194 wurde Wittenburg als „provincie“ der Grafschaft Ratzeburg im Isfriedschen Teilungsvertrag erwähnt. Am 25. Mai 1201 kam es bei Waschow zu einer Schlacht zwischen den Ratzeburgern und Schweriner Grafen, in deren Verlauf die Burg sich kampflos ergab. Das Land und die Stadt Wittenburg fielen auf Anordnung des dänischen Königs Waldemar II. drei Jahre später der siegreichen Schweriner Grafschaft zu. Erst unter den neuen Grafen, den Brüdern Gunzelin II. und Heinrich I., setzte eine nennenswerte Besiedlung ein. 1226 verlieh Kaiser Friedrich II. der Stadt Lübeck die Reichsfreiheit und sicherte ihr den ungehinderten Handelsverkehr mit Hamburg, Schwerin, Ratzeburg und Wittenburg zu. Dieses Datum steht auch für die Stadtgründung Wittenburgs, möglicherweise erfolgte sie aber auch schon früher. 1230 wurde Wittenburg schließlich als „civitas“ im Ratzeburger Zehntregister aufgeführt, das die damals zum Bistum Ratzeburg gehörenden Ortschaften geordnet nach Kirchspielen auflistet. In Alt-Wittenburg herrschte das 1319 bestätigte Lübische Stadtrecht.
Hauptstadt der Grafschaft

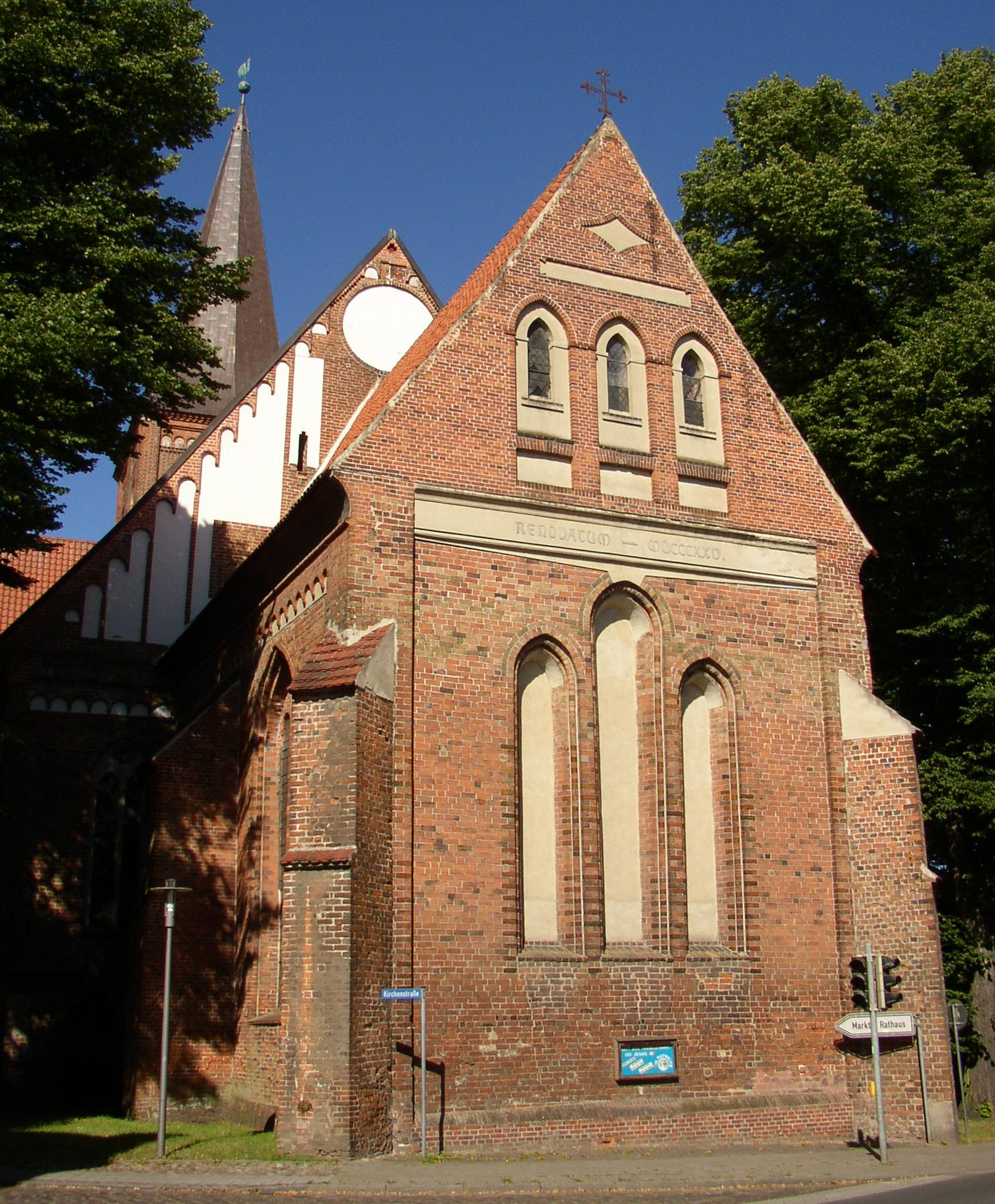
St. Bartholomäus-Kirche

1282 war Wittenburg Hauptstadt einer selbstständigen Grafschaft, die sich von der Elbe bei Boizenburg bis hinter Crivitz erstreckte. Ungefähr siebzig Jahre dauerte die Wittenburger Grafenzeit, die Glanzperiode der Stadt durch rege Handelsbeziehungen mit Lübeck. Nur Reste der einstigen Befestigungsanlagen sind noch vorhanden; das Mühlentor wurde 1850 und das Steintor 1869 abgerissen. Mit dem Bau der frühgotischen Stadtkirche St. Bartholomäus wurde um 1240 begonnen, sie  wurde zwischen 1257 und 1284 geweiht.
Wittenburg bei Mecklenburg
Die Stadt Wittenburg fiel 1358 durch Kauf an die mecklenburgischen Herzöge. Viele Jahre diente ihnen die Burganlage als Notlager und Nebenresidenz, später als Wohnsitz fürstlicher Witwen. 1496 hatte die Stadt 500 bis 600 Einwohner. Wittenburg wurde Landstadt in Mecklenburg und als solche Teil der Städte im Mecklenburgischen Kreis, die bis 1918 auf mecklenburgischen Landtagen der 1523 vereinten Stände vertreten waren. Gegen Ende des 16. Jahrhunderts weilte Herzogin Sophia mehrere Male im Wittenburger Schloss. Die tatkräftige Herzogin setzte sich für die Einführung und Förderung der Eisenindustrie ein. Durch die Ausnutzung des in der Gegend vorkommenden Raseneisensteins siedelte sie Eisenschmelz- und Hammerwerke an und versuchte damit, den Wohlstand der Stadt zu heben. Diese Werke sind nach dem Dreißigjährigen Krieg wieder verschwunden.

### Dreißigjähriger Krieg und danach

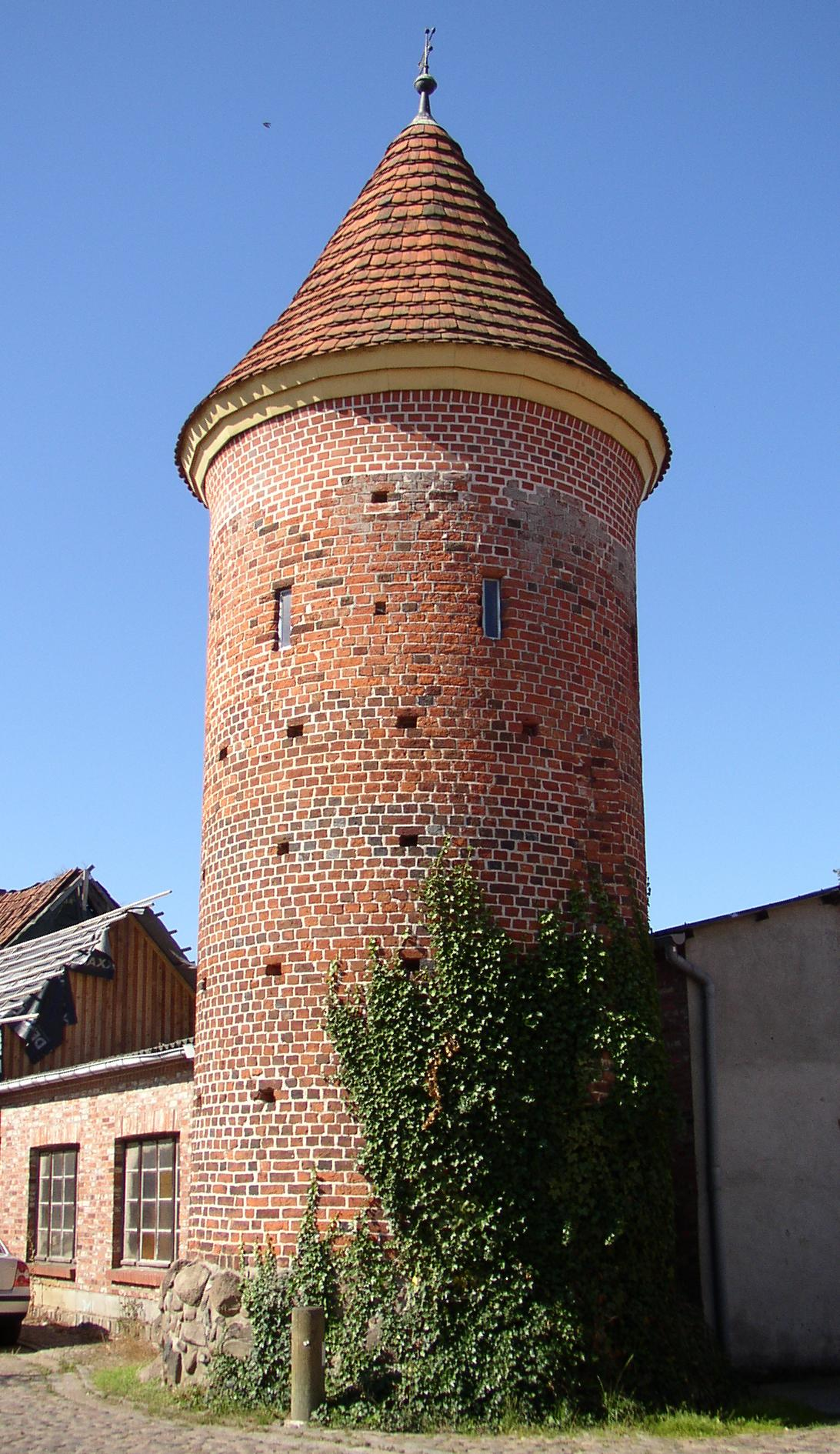
Hungerturm

Auch während des Dreißigjährigen Krieges stand Wittenburg unter dem Schutz von Herzogin Sophie, indem sie Schutzbriefe erwirkte. In kämpferische Handlungen war Wittenburg in den ersten Kriegsjahren nicht verwickelt, jedoch zermürbten ständige Unternehmungen zur Verteidigung der Stadt und die damit verbundenen Steuern und Abgaben die Einwohner. Schlimm wütete 1629/1630 die Pest in der Stadt. In den folgenden Jahren griffen kriegerische Handlungen auch auf Mecklenburg über. Einquartierungen und Plünderungen mussten die Bürger Wittenburgs mehrfach erleiden. Der schlimmste Tag jedoch war der 1. Februar 1642, als Kroaten die Stadt im Sturm nahmen und furchtbar hausten. 1644 lebten noch etwa 100 Bürger in der Stadt.
1657 brannte fast die gesamte Stadt nebst Rathaus, Kirchendach und Glockenstuhl bis auf drei Häuser nieder. 1679 und 1726 wüteten weitere Stadtbrände.
1735 wurden die Stadt und das Amt Wittenburg mit sieben anderen Ämtern von Herzog Christian Ludwig II. an das Kurfürstentum Braunschweig-Lüneburg verpfändet. Dies war die Folge der Reichsexekution, die Christian Ludwigs Bruder Karl Leopold verursacht hatte. Eine lüneburgische Besatzung lag 33 Jahre in der Stadt. Erst 1768 wurden diese Landesteile mit einer Million Talern wieder eingelöst. Ein Motiv auf dem Wittenburger Notgeld zeigt den Tross mit der Ablösesumme.
Franzosenzeit
Unter der im November 1806 beginnenden Besetzung durch Napoléon Bonaparte, der „Franzosenzeit“, hatten die Wittenburger besonders zu leiden. Die Stadt lag an der großen Heerstraße zwischen Boizenburg und Schwerin und war damit eine besonders günstige Station für unaufhörliche Truppendurchzüge und Einquartierungen.

### Zeit des technischen Aufschwungs
Das 19. Jahrhundert brachte durch seine Fortschritte in der Technik und die dadurch bewirkten Umwälzungen auf den Gebieten des Verkehrs und des wirtschaftlichen Lebens sowie in den politischen Verhältnissen auch für Wittenburg eine neue Zeit. Es entstanden neue Straßenzüge, erste Firmen gründeten sich, wie die Gasanstalt und Molkerei. Moderne Bauten, so das Amtsberggebäude 1848, das Rathaus 1852, die Stadtschule am Lindenwall 1874, das Kaiserliche Postamt von 1890, der Turmanbau an der Kirche 1908/1909, das Gaswerk 1909 und 1894 das Bahnhofsgebäude wurden errichtet. Die Entwicklung wurde 1894 mit dem Anschluss an die Eisenbahnlinie Hagenow–Neumünster stark vorangetrieben. Bis 1923 wurde eine eigene Stromversorgung aufgebaut.

### Krieg und Wiederaufbau
Im Zweiten Weltkrieg war Wittenburg wenig betroffen: mehrere Todesopfer und zerstörte Gebäude durch Bomben. Nach der Kapitulation Deutschlands besetzten zunächst US-Armee, dann die britischen Truppen die Stadt. Kurz darauf übernahm die sowjetische Besatzungsmacht die Kontrolle. Mit ihr kamen Diebstähle, Vergewaltigungen und der Abtransport von Akademikern, Unternehmern und Großbauern in das sowjetische Speziallager Nr. 9 Fünfeichen. In der Stadt wurden zahlreiche Flüchtlingslager eingerichtet. Die Stadtschule diente als Lazarett. Durch den Zustrom von Umsiedlern, Flüchtlingen und Vertriebenen aus den deutschen Ostgebieten erhöhte sich die Einwohnerzahl kurz nach dem Krieg von 4300 auf 8000. Viele von ihnen fanden in Wittenburg eine neue Heimat.
In der DDR entwickelte sich Wittenburg allmählich zu einer lebendigen Kleinstadt mit zahlreichen Einzelhandelsgeschäften, Handwerksbetrieben, mehreren Schulen, Kinderkrippen und -gärten, Gaststätten, Ärzten, Apotheken, Entbindungsheim, Badeanstalt, Kino und anderen Einrichtungen im Stadtkern. Auf dem Amtsberg zogen Schule und Schulhort in die historischen Gebäude neben dem Amtsbergturm. In der Stadt dominierten zwei größere Betriebe, die Milchkonservenfabrik und die Konsum-Süßwarenfabrik. Hauptsächlich war Wittenburg vom Obstanbau und von der Landwirtschaft geprägt. Der Wittenburger Bahnhof war Ende der 1970er bis Anfang der 1980er Jahre ein wichtiges Transportziel der für den Bau der Autobahn A24 zwischen Berlin und Hamburg benötigten Baustoffe.
Von 1952 bis 1990 gehörte Wittenburg zum Kreis Hagenow im Bezirk Schwerin.

### Nach der politischen Wende
Im Herbst 1989 wurde durch Kundgebungen und Friedensgebete, durch Demonstrationen und Bürgerforen die Wende auch in Wittenburg eingeleitet. Kurz nach der Grenzöffnung verstand es die Stadt Wittenburg, ihre günstige örtliche Lage und vor allem die unmittelbare Anbindung an die Bundesautobahn 24 Hamburg–Berlin zu nutzen. Durch die Bereitstellung eines attraktiven Gewerbegebietes beidseitig der Hagenower Chaussee siedelten sich in kürzester Zeit diverse hiesige und auswärtige Investoren an. Der Branchenmix der Firmen ist bis heute groß und reicht von Nahrungsmittel- und Elektroindustrie, Maschinenbau und Druckerei über Dienstleistungseinrichtungen bis hin zu den verschiedensten Fachmärkten. Neue Bauvorhaben namhafter Firmen zeugen von ständigen Bemühungen der Stadt, mit weiteren Gewerbeansiedlungen die Infrastruktur zu verbessern und vor allem Arbeitsplätze zu schaffen.

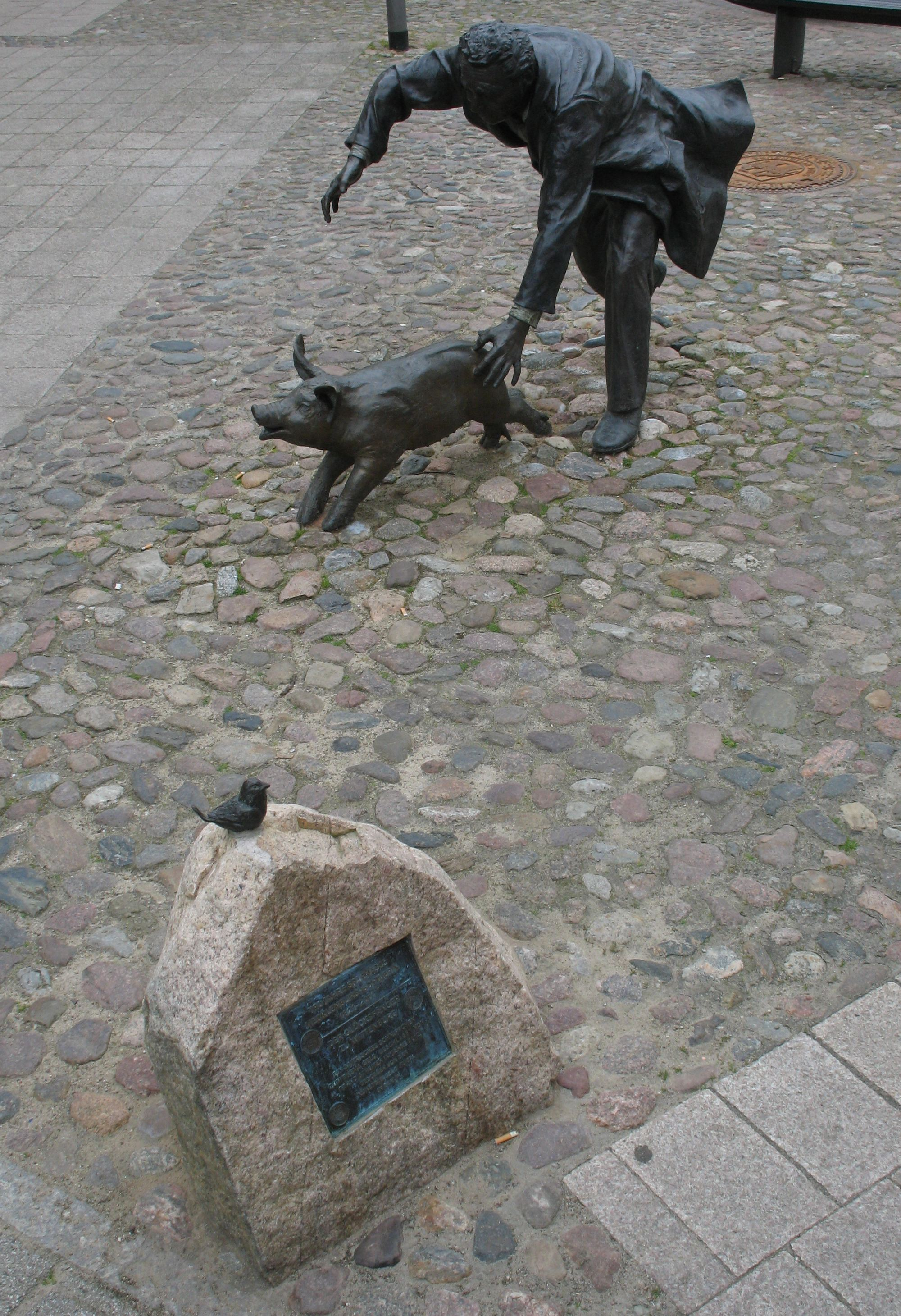
„Der Glücksfänger zu Wittenburg“ auf dem Markt

Ab 1991 wurde der historische Stadtkern im Rahmen der Städtebauförderung grundlegend saniert. Aus städtebaulichen Gründen wurde das ehemalige Molkereigelände beseitigt; es entstanden hier ein Einkaufsmarkt, kleinere Fachgeschäfte sowie Wohnungen. Neben dem Wohngebiet am Schäferbruch wurden drei größere Wohnkomplexe gebaut. Im Herbst 1998 wurde eine Sport- und Mehrzweckhalle eingeweiht.
Von 1990 bis 1994 gehörte Wittenburg weiterhin zum Kreis Hagenow, jetzt im Land Mecklenburg-Vorpommern. 1994 wurde die Stadt in den Landkreis Ludwigslust eingegliedert. Seit der Kreisgebietsreform 2011 liegt sie im Landkreis Ludwigslust-Parchim.

### Geschichte der Ortsteile
Körchow, Perdöhl und Zühr
Körchow (Kurchowe), Perdöhl und Zühr wurden 1194 erstmals erwähnt. Um 1230 wurde die romanische Feldsteinkirche gebaut. Körchow war ein Gutsdorf mit häufigem Besitzerwechsel; das Gut Körchow wurde um 1935 aufgesiedelt und das Gutshaus in den 1950er Jahren und 1976 abgerissen.
Das Gut Zühr befand sich ab dem 14. Jahrhundert im Eigentum der Familie Züle, die um 1740 das zweigeschossige, 13-achsige Gutshaus als Fachwerkbau errichtete. Nach 1930 wurde das Gut aufgesiedelt.
Lehsen
Der Ort wurde erstmals 1233 als zum Kirchspiel Wittenburg gehörend erwähnt. Im Mittelalter bis 1690 war er ein Lehen der Familie von Blücher, danach war das Gut bis 1899 im Besitz der Familie von Laffert. 1822 entstand das Herrenhaus Lehsen und 1868 das Laffert-Mausoleum.

### Eingemeindungen
Am 1. Juli 1950 wurde die bis dahin eigenständige Gemeinde Ziggelmark eingegliedert. Am 1. Januar 1951 kam Helm hinzu. Am 25. Mai 2014 wurden die Gemeinden Körchow und Lehsen nach Wittenburg eingemeindet, wodurch sich die Gemeindefläche von 46,25 km² auf 80 km² vergrößerte.

## Bevölkerung
| Jahr | Einwohner |
| ---- | --------- |
| 1496 | 500–600   |
| 1644 | 100       |
| 1857 | 3100      |
| 1920 | 3359      |

| Jahr | Einwohner |
| ---- | --------- |
| 1990 | 5605      |
| 1995 | 5370      |
| 2000 | 5161      |
| 2005 | 4904      |
| 2010 | 4834      |
| 2015 | 6385      |
| 2020 | 6303      |

| Jahr | Einwohner |
| ---- | --------- |
| 2021 | 6355      |
| 2022 | 6400      |
| 2023 | 6418      |

ab 1990: Stand: 31. Dezember des jeweiligen Jahres
Der starke Anstieg der Einwohnerzahl zwischen 2010 und 2015 ist auf die Eingemeindung von Körchow und Lehsen im Jahr 2014 zurückzuführen.

## Politik

### Stadtvertretung
Die Stadtvertretung von Wittenburg besteht aus 18 Mitgliedern. Den Vorsitz hat der Bürgervorsteher inne, der von den Stadtvertretern gewählt wird. Die Kommunalwahl am 9. Juni 2024 führte bei einer Wahlbeteiligung von 57,6 % zu folgendem Ergebnis:
| Partei / Wählergruppe              | Stimmenanteil 2019 | Sitze 2019 |  | Stimmenanteil 2024 | Sitze 2024 |
| ---------------------------------- | ------------------ | ---------- |  | ------------------ | ---------- |
| CDU                                | 33,1 %             | 6          |  | 35,4 %             | 7          |
| Aktive Wählergemeinschaft (AWW)    | –                  | –          |  | 20,6 %             | 4          |
| SPD                                | 33,6 %             | 6          |  | 19,4 %             | 4          |
| AfD                                | 07,9 %             | 2          |  | 16,4 %             | 2          |
| Die Linke                          | 09,0 %             | 2          |  | 09,0 %             | 2          |
| Bürger für Wittenburg (BfW)        | –                  | –          |  | 03,3 %             | –          |
| FDP                                | –                  | –          |  | 00,7 %             | –          |
| Körchower Wählergemeinschaft (KWG) | 14,3 %             | 3          |  | –                  | –          |
| Einzelbewerber Werner Reinschmidt  | 01,5 %             | –          |  | –                  | –          |
| Einzelbewerber Gerd Wendt          | 00,7 %             | –          |  | –                  | –          |
| Insgesamt                          | 100 %              | 19         |  | 100 %              | 18         |

Bei der Wahl 2024 entfielen auf die AfD drei Sitze. Da sie nur zwei Kandidaten aufgestellt hatte, bleibt in der Stadtvertretung ein Sitz unbesetzt.

### Bürgermeister
- 1991–2013: Norbert Hebinck[10]
- 2013–2020: Margret Seemann (SPD)
- seit 2021: Christian Greger (CDU)

Bei der Bürgermeisterwahl am 20. September 2020 erhielt die Amtsinhaberin Seemann 49,1 % der gültigen Stimmen und verfehlte damit die absolute Mehrheit. Der CDU-Kandidat Christian Greger erhielt als Zweitplatzierter 43,5 %. Die Stichwahl am 4. Oktober 2020 gewann Greger mit 54,6 %; Frau Seemann erhielt 45,4 %. Seine Amtszeit beträgt laut Hauptsatzung der Stadt sieben Jahre.

### Wappen
| Wappen der Stadt Wittenburg | Blasonierung: „In Silber ein gezinntes rotes Stadttor mit offenem Tor, einem hohen schlanken Mittelturm nebst zwei betagleuchteten Rundbogenfenstern übereinander, Spitzdach und goldenem Knauf sowie mit zwei fünffach gezinnten Seitentürmen mit je drei betagleuchteten runden Fenstern übereinander; auf den Seitentürmen zwei sitzende, zugewendete, rot gezungte, golden bewehrte, schwarze Lindwürmer.“ |
| Wappen der Stadt Wittenburg | Wappenbegründung: Das Wappen ist nach dem Siegelbild des S(IGILLVM) BVRGENSIV(M) DE WITTENBORCH – als Abdruck erstmals 1296 überliefert – gestaltet und im April 1858 festgelegt worden. Das in der Tingierung der vorher braunen Lindwürmer überarbeitete Wappen vereint ein städtisches Symbol, ein Stadttor, mit Figuren aus einem Herrschaftssiegel, zwei Lindwürmer, entlehnt den Siegeln der Grafen zu Schwerin. Das Stadttor symbolisiert eine befestigte Stadt, die Lindwürmer verweisen auf den Grafen zu Schwerin als Stadtgründer und Stadtherrn. Das Wappen wurde am 10. April 1858 von Großherzog Friedrich Franz II. von Mecklenburg-Schwerin festgelegt, 1997 von Hans-Frieder Kühne (Barsbüttel) neu gezeichnet und unter der Nr. 127 der Wappenrolle des Landes Mecklenburg-Vorpommern registriert. |

Historisches Wappen
| | Blasonierung: „In Blau ein gezinntes silbernes Stadttor mit offenem Tor, hohem gezinnten Mittelturm mit Spitzdach sowie dreifach gezinnten Seitentürmen, auf denen zwei zugewendete, rot gezungte goldene Lindwürmer sitzen.“ |
| Wappenbegründung: Das Wappen verlor schon bald nach dem Ende des II. Weltkrieges seine Gültigkeit. Das Wappen wurde von Hans Herbert Schweitzer gestaltet und am 14. September 1940 durch den Reichsstatthalter in Mecklenburg verliehen. | |

### Flagge
Die Stadt verfügt über keine amtlich genehmigte Flagge.

### Dienstsiegel
Das Dienstsiegel zeigt das Stadtwappen mit der Umschrift „STADT WITTENBURG“.

### Städtepartnerschaften
Wittenburg unterhält seit dem 17. Juni 1990 eine Städtepartnerschaft zu Löningen in Niedersachsen.

## Sehenswürdigkeiten und Kultur

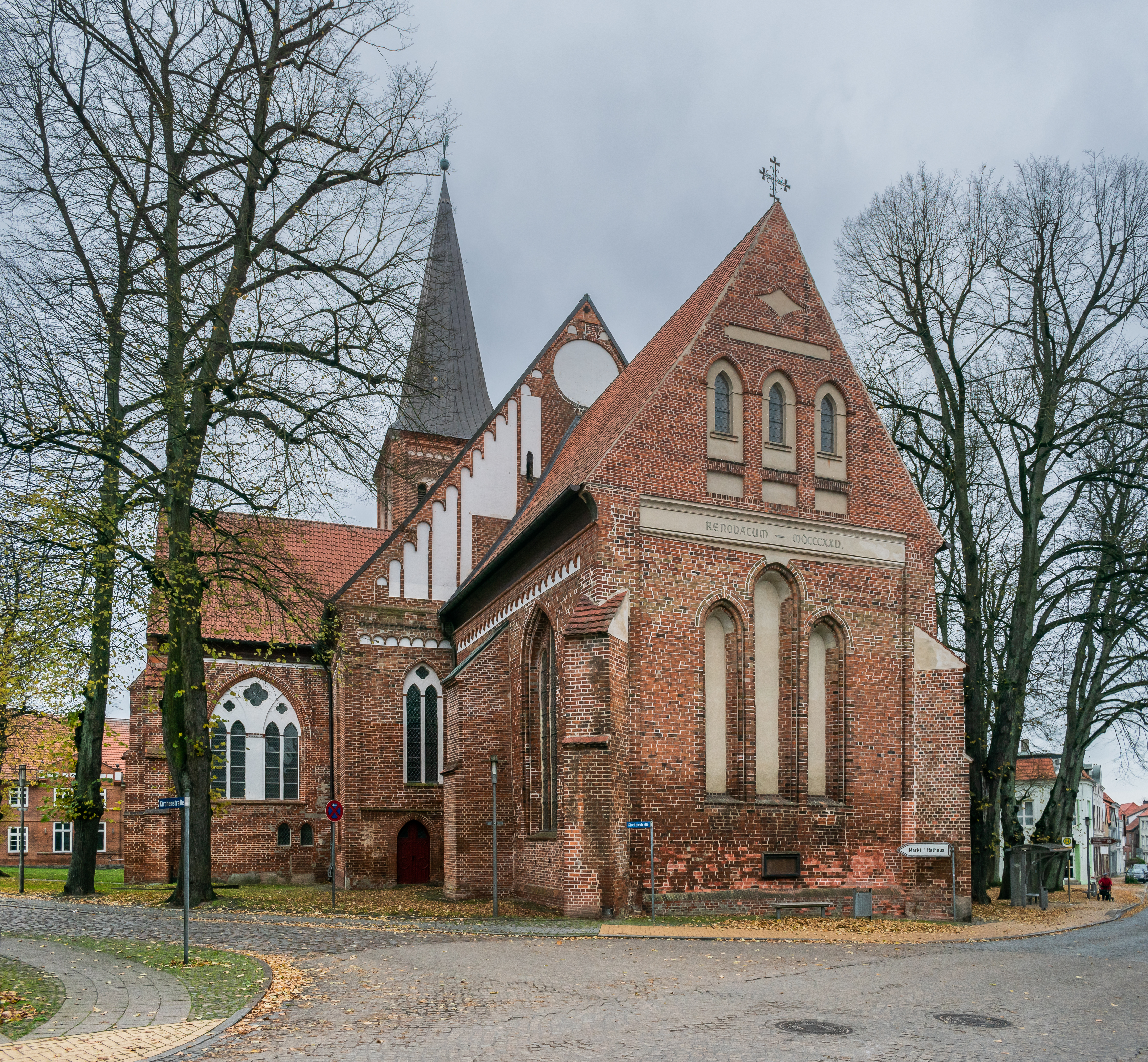
St.-Bartholomäus-Kirche

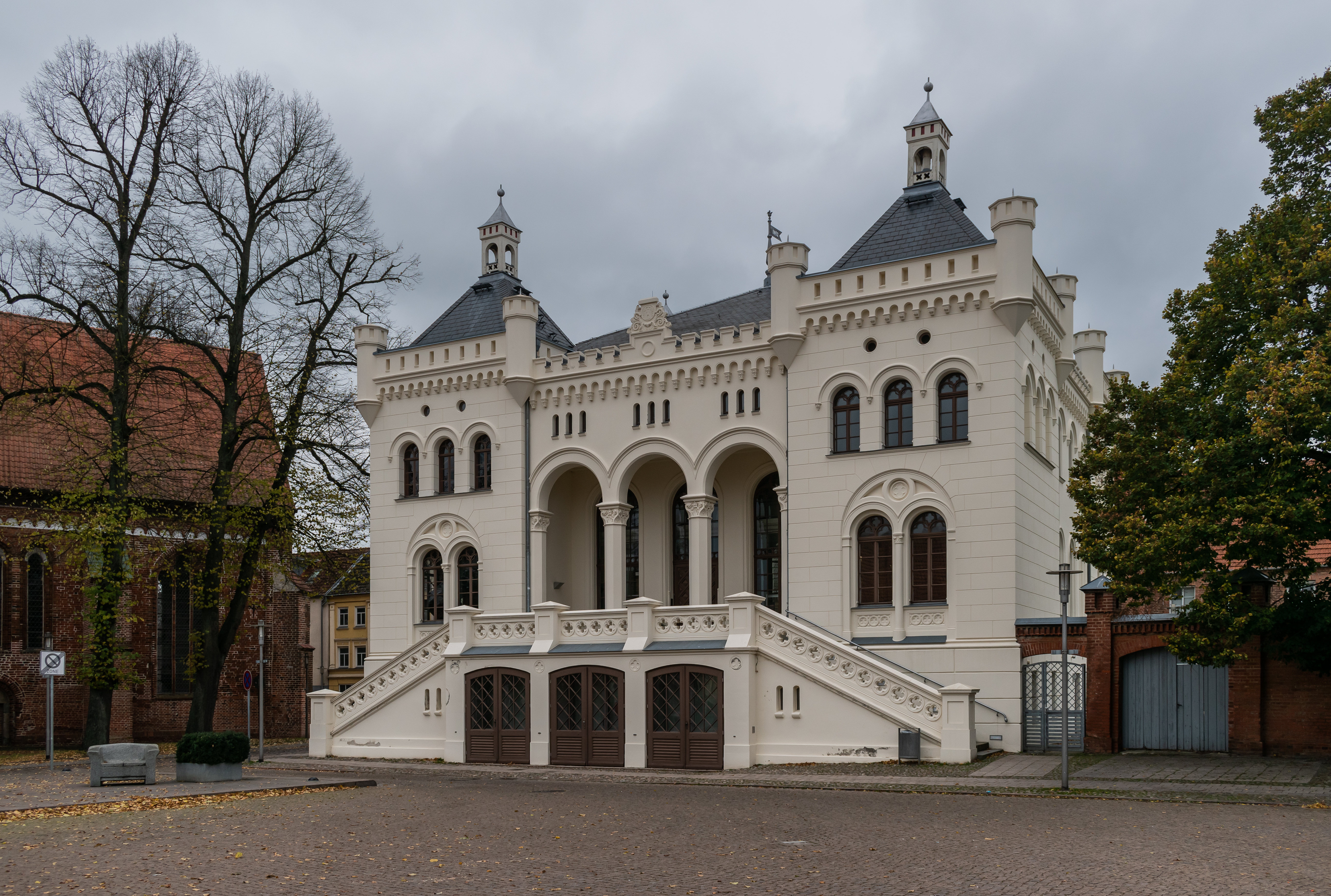
Rathaus

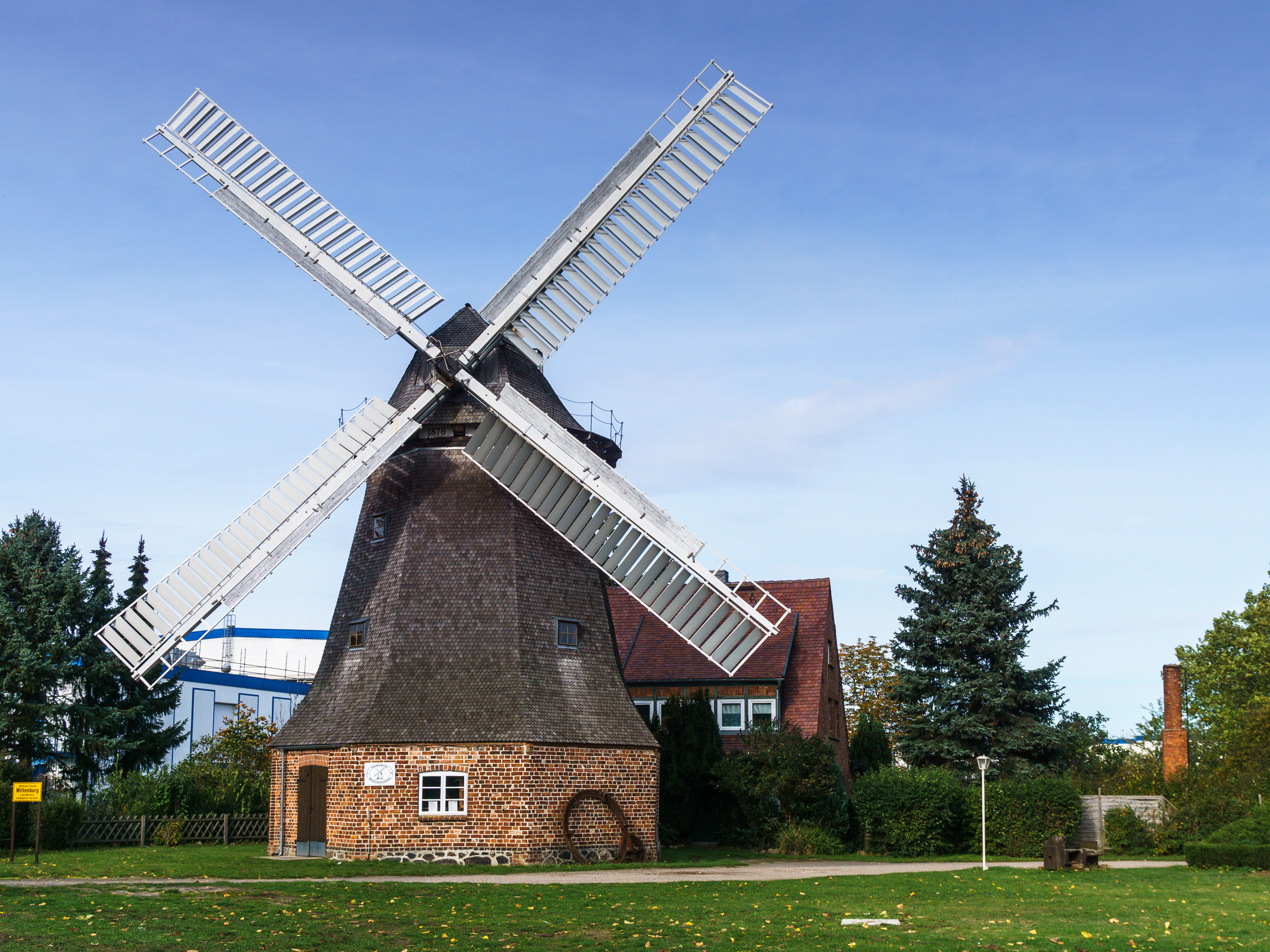
Holländerwindmühle

→ Siehe auch Liste der Baudenkmale in Wittenburg

### Bauwerke
- Altstadt, von einem gut erhaltenen Wall umschlossen. Turm- und Mauerreste der  Stadtbefestigung und die aus dem 13./14. Jahrhundert stammenden Torturm auf dem Amtsberg wurden 1998 saniert.
- St.-Bartholomäus-Kirche von 1240. Die frühgotische dreischiffige Hallenkirche besteht aus Backsteinen. Der Chor ist einschiffig. Der Turm wurde 1909 an der Westfassade vorgesetzt. Im Innern findet sich ein Schnitzaltar aus dem 15. Jahrhundert, eine Bronzefünte von 1342, die hölzerne Kanzel von 1666, zwei Pastorenbildnisse sowie ein Epitaph aus dem 17. und 18. Jahrhundert.
- Historisierendes Rathaus von 1852 nach Plänen von Georg Adolf Demmler, 1853 einweiht, ab 1996 saniert und umgebaut
- Amtsberg:
  - Amtsbergturm als Burgtorturm
  - ehem. Amtsgerichts Wittenburg Gebäude von 1848; seit 2008 MehlWelten Museum
  - Amtsbergpark mit Resten der ehemaligen Befestigung (Bastion, Mauer)
- Wallstraße
  - Reste der Stadtmauer
  - Hungerturm
  - Storchenturm
- Markt 3
- Markt 9, Fachwerkhaus von 1658
- Pfarrhaus am Kirchplatz, zweigeschossiger Backsteinbau in den Formen der Ludwigsluster Architektur vom 19. Jahrhundert
- Toitenwinkel 4, Fachwerkhaus von 1732 mit Schnitzereien, saniert um 1995
- Große Straße:
  - Nr. 5: Haus aus der Gründerzeit
  - Nr. 13: Ziegelbau aus Gründerzeit
  - Nr. 25: Fachwerkhaus
  - Nr. 48: Bau von 1909
- Erdholländerwindmühle in Wittenburg, 1890 auf dem Fundament einer abgebrannten Mühle errichtet, daneben steht:
  - Niederdeutsches Hallenhaus; 1847 in Haar erbaut, 1984 nach Wittenburg umgesetzt, heute Landgasthaus Zur Mühle
  - Scheune von 1790 mit Ausstellung
- Schulzentrum Wittenburg mit Gründerzeitbau von  1874
- ehem. Postamt Wittenburg. Gründerzeitbau von 1890
- Heinrichstein vor der St.-Bartholomäus-Kirche, eines der ältesten Kulturdenkmale in Mecklenburg-Vorpommern aus der 2. Hälfte des 12. Jahrhunderts; wurde nach der Schlacht bei Waschow erschaffen.[15]
- Herrenhaus Lehsen mit Kaltwasserquelle, Logierhäusern, vier Hektar großem Park mit fremdländischen Baum- und Straucharten
- Herrenhaus Zühr, zweigeschossiges Fachwerkgebäude
- Großsteingräber bei Wittenburg
- Großsteingräber bei Perdöhl

### Museum
Das MehlWelten Museum befindet sich im ehemaligen Wittenburger Amtsgericht. Das Gebäude wurde von einem privaten Investor mit mehr als einer halben Million Euro aufwendig saniert. Auf einer Fläche von 450 Quadratmetern wird die Bedeutung der Mehlsäcke und des Mehls für die menschliche Kultur dargestellt. Mittelpunkt ist die sogenannte „Sackothek“. Hier zeigt das Museum 3100 zum Teil kunstvoll gestaltete Mehlsäcke aus 130 Ländern. Das Museum wurde am 10. Juni 2008 durch Ministerpräsident Harald Ringstorff (SPD) eröffnet.

### Kultur
- Wittenburg ist seit 2008 Mitglied im Verein Sagen- und Märchenstraße Mecklenburg-Vorpommern[16]
- 2012–2013: Große Potemkinsche Straße, temporäres Stadt-Wiederbelebungs-Projekt[17]

## Wirtschaft und Infrastruktur

### Unternehmen
- Dr. August Oetker Nahrungsmittel (Produktionsbetrieb für Tiefkühlprodukte)
- SternMaid, Unternehmen der Stern-Wywiol Gruppe (Mischbetrieb für Lebensmittelzusatzstoffe)
- Riha WeserGold Getränke
- Jeans Fritz (Handelsgesellschaft für Mode)
- JB GERMAN OIL GmbH & Co KG (Schmiermittelhersteller)
- Fine Food Feinkost Mühlenberg GmbH & Co. KG, Fleischverarbeitungsbetrieb der Sprehe-Gruppe

### Verkehr
Wittenburg liegt an den Landesstraßen L 04 zwischen Zarrentin und Hagenow sowie L 05 zwischen Lützow und Vellahn. Die nächstgelegene Autobahnanschlussstelle ist Wittenburg an der A 24 Hamburg–Berlin.
Der Bahnhof Wittenburg (Meckl) ist aktuell nicht mit dem Schienenpersonenverkehr erreichbar. Bis 2000 bestand eine Schienenverbindung über die Kaiserbahn nach Hagenow beziehungsweise Zarrentin. Bis zum Ende des Zweiten Weltkrieges wurde die Strecke im Fernverkehr von Berlin nach Kiel bedient.
Der örtliche und regionale Busverkehr wird durch die Verkehrsgesellschaft Ludwigslust-Parchim mbh (VLP) gewährleistet.

### Bildung
- Grundschule am Friedensring
- Kooperatives Gesamtschulzentrum Wittenburg (GSZ) seit 2011 mit
  - Regionalschule (Haupt- und Realschule; ehem. Regional-Schule-Hans-Franck)
  - Gymnasium (ehem. Christian-Ludwig-Liscow-Gymnasium)

### Kirchen
- Evangelische Bartholomäuskirche vom 13. Jahrhundert, Am Kirchplatz 1
- Katholische Kirche Wittenburg von 1932, Dreilützower Chaussee 2b

### Sport

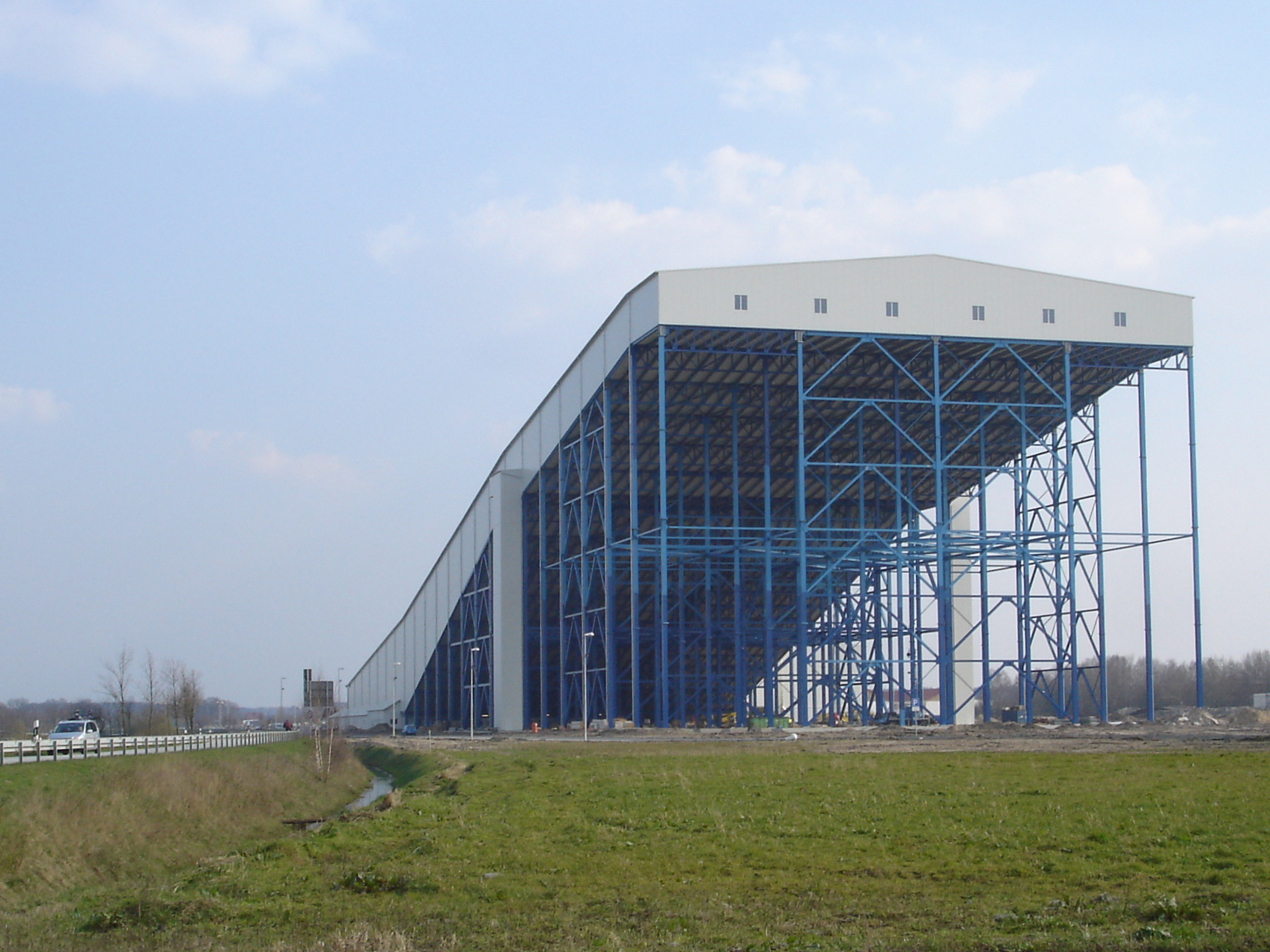
Alpincenter
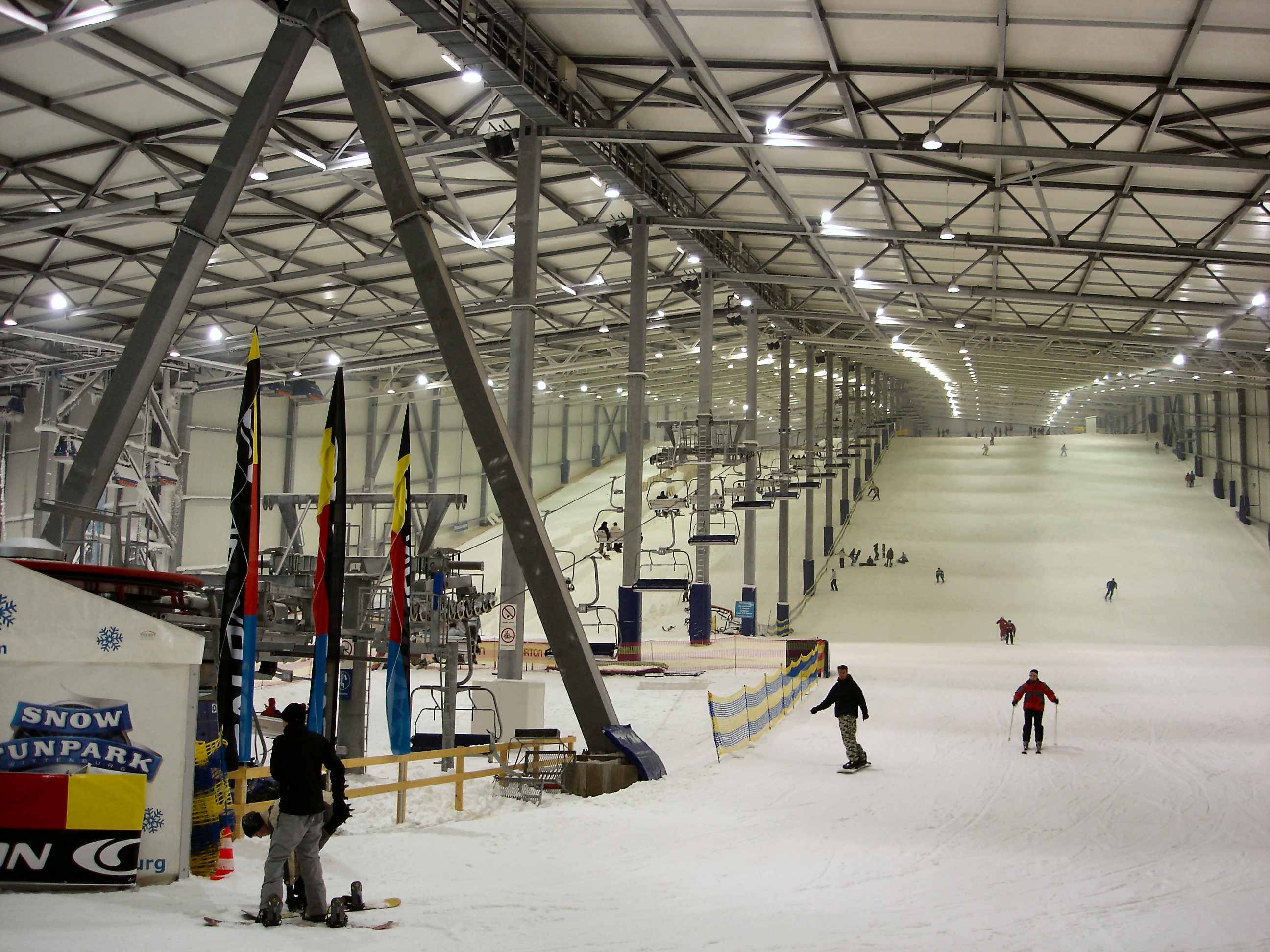
Innenansicht

- Turn- und Sportgemeinschaft (TSG) Wittenburg mit den Sparten Handball, Laufen, Volleyball, Gymnastik
- Wittenburger Sportverein (WSV)
- Kampfsportklub Wittenburg
- Sportfischerverein (SFV) „Gut Fang“ Wittenburg
- Judoverein Wittenburg in Körchow
- Lehsener SV in Lehsen
- Reit- und Fahrverein Perdöhl in Perdöhl

- Alpincenter Hamburg-Wittenburg: Im Dezember 2006 wurde der Indoor-Schneepark als Snow Funpark eröffnet. Die auf dem 33,8 Hektar großen Gelände befindliche Wintersporthalle hat eine Pistenfläche von 30.000 m², die Hauptpiste eine Länge von 330 Metern sowie eine Breite von 80 Metern. Die Skihalle wird seit dem 16. Oktober 2008 von der Van der Valk-Gruppe betrieben.
- Jährlich findet im Frühjahr der Wittenburger Mühlenlauf statt. Etwa 500 Läufer absolvieren dabei Distanzen über zwei, fünf und zehn Kilometer.

- Alpincenter
- Innenansicht

## Persönlichkeiten

### Ehrenbürger
- 1929: Hans Franck (1879–1964), Schriftsteller, Dramaturg
- 2014: Norbert Hebinck († 2020), Bürgermeister von 1991 bis 2013

### Söhne und Töchter der Stadt

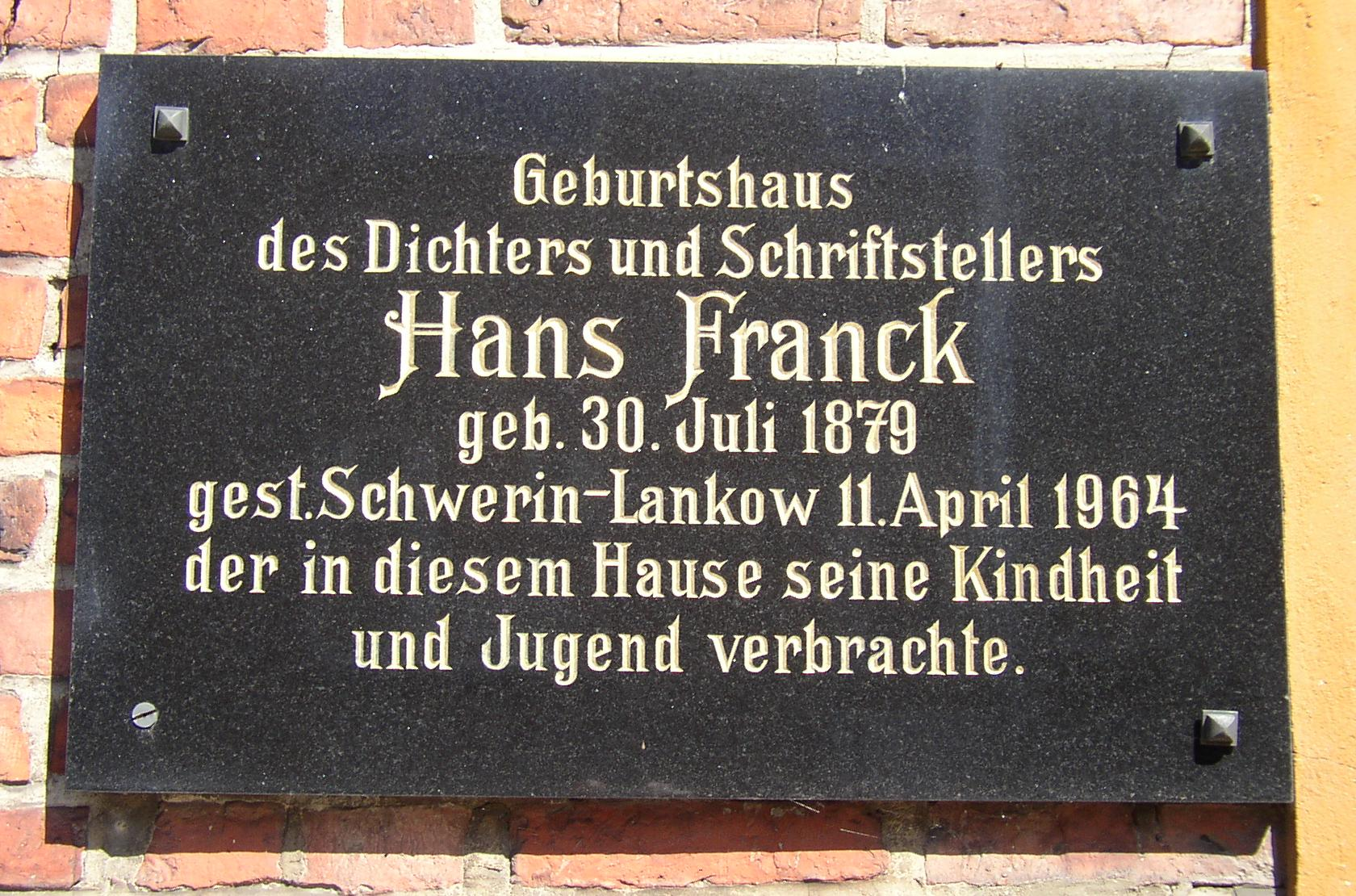
Franck-Gedenktafel

- Johannes von Preen († 1461), Bischof von Ratzeburg
- Johann Christoph Heintze (1696–1747), Mediziner
- Christian Ludwig Liscow (1701–1760), Schriftsteller
- Adolf von Bülow (1787–1816), Verwaltungsjurist in dänischen Diensten und Amtmann
- Adam Bartold Ludwig von Lützow (1794–1871), geboren in Wölzow, oldenburgischer Kammerherr und Abgeordneter
- Johann Adolph Heinlein (1798–1829), Bürgermeister von Wittenburg
- Karl Kraepelin (1817–1882), Rezitator von Texten Fritz Reuters
- Otto Metterhausen (1861–1943), Politiker (DNVP), Schriftsteller
- Hans Franck (1879–1964), Schriftsteller
- Curt Schlettwein (1879–1965), Kolonialbeamter in Togo und mecklenburgischer Ministerialbeamter
- Otto Vitense (1880–1948), Pädagoge und Landeshistoriker
- Gustav Melkert (1890–1943), Sekretär der Landarbeitergewerkschaft, Opfer des Nationalsozialismus
- Robert Schlüter (1892–1980), Generalleutnant der Wehrmacht
- Friedrich Wetzel (1909 – nach 1951), SS-Hauptsturmführer und Verwaltungsführer verschiedener Konzentrationslager
- Fritz Meyer-Scharffenberg (1912–1975), Schriftsteller
- Kurt Lemcke (1914–2003), Geologe
- Ursula Kurz (1923–2018), Lyrikerin
- Winfried Petersen (1928–2018), Organist, Domkantor und evangelischer Landeskirchenmusikdirektor
- Martin Eckermann (1930–2005), Regisseur und Schauspieler
- Harald Ringstorff (1939–2020), Politiker (SPD), Ministerpräsident von Mecklenburg-Vorpommern 1998–2008
- Wolfgang Ehlers (* 1953), Politiker (CDU)
- Margret Seemann (* 1961), Politikerin (SPD)
- Kai Pohl (* 1964), Schriftsteller
- Owe Fischer-Breiholz (* 2004), Leichtathlet

### Mit Wittenburg verbundene Persönlichkeiten
- Adrian von Mynsicht (~1588–1638), herzoglicher Leibarzt und Apotheker, lebte in Wittenburg
- Carl Krüger (1815–1883), Advokat, Abgeordneter und Amtsrichter in Wittenburg
- Robert Hesse (1816–1885), Arzt, 1848/49 Mitglied der Mecklenburgischen Abgeordnetenversammlung, praktizierte 1849–1885 in Wittenburg
- Johannes Prassek (1911–1943), katholischer Priester, einer der Lübecker Märtyrer, Kaplan in Wittenburg